# Route nationale 11 (Niger)
Pour les articles homonymes, voir Route nationale 11, N11 et RN11.
La route nationale 1 (N1 ou RN1) est une route nationale du Niger.
La route va de Agadez jusqu'à la Frontière entre le Niger et le Nigeria.
Elle a une longueur de 560 km.

## Parcours
La route nationale 11 commence à Agadez, la plus grande ville du nord du Niger, située dans le désert du Sahara.
La N11 continue vers le sud à travers le Sahara, une zone sèche et désolée avec pratiquement aucun village sur la route. La route est asphaltée. Le terrain est généralement assez plat à légèrement vallonné, sans grands dénivelés.
La N11 traverse Zinder, deuxième ville du Niger et croise la N1.
Au sud de Zinder, la N11 est aussi asphaltée.
La zone au sud de Zinder est une savane sèche plus cultivée.
la N11 se termine la frontière avec le Nigeria.
Du côté nigérian, la route F244 mène à Kunya.

## Tracé
- Agadez
- Aderbissinat
- Tânout
- Zinder
- Dogo
- Magaria